# دوفي باور
دوفي باور (بالإنجليزية: Duffy Power)‏ هو موسيقي بريطاني، ولد في 9 سبتمبر 1941 في فولهام في المملكة المتحدة، وتوفي في 19 فبراير 2014 في لندن في المملكة المتحدة.

## وصلات خارجية
- دوفي باور على موقع IMDb (الإنجليزية)
- دوفي باور على موقع ميوزك برينز (الإنجليزية)
- دوفي باور على موقع أول ميوزيك (الإنجليزية)
- دوفي باور على موقع ديسكوغز (الإنجليزية)